# رنی تامکینز
رنی تامکینز (انگلیسی: Renee Tomkins؛ زادهٔ ۱۷ آوریل ۱۹۸۶) بازیکن فوتبال، و بازیکن فوتبال استرالیایی اهل استرالیا است.